# Stoppelsberg bei Weichersbach

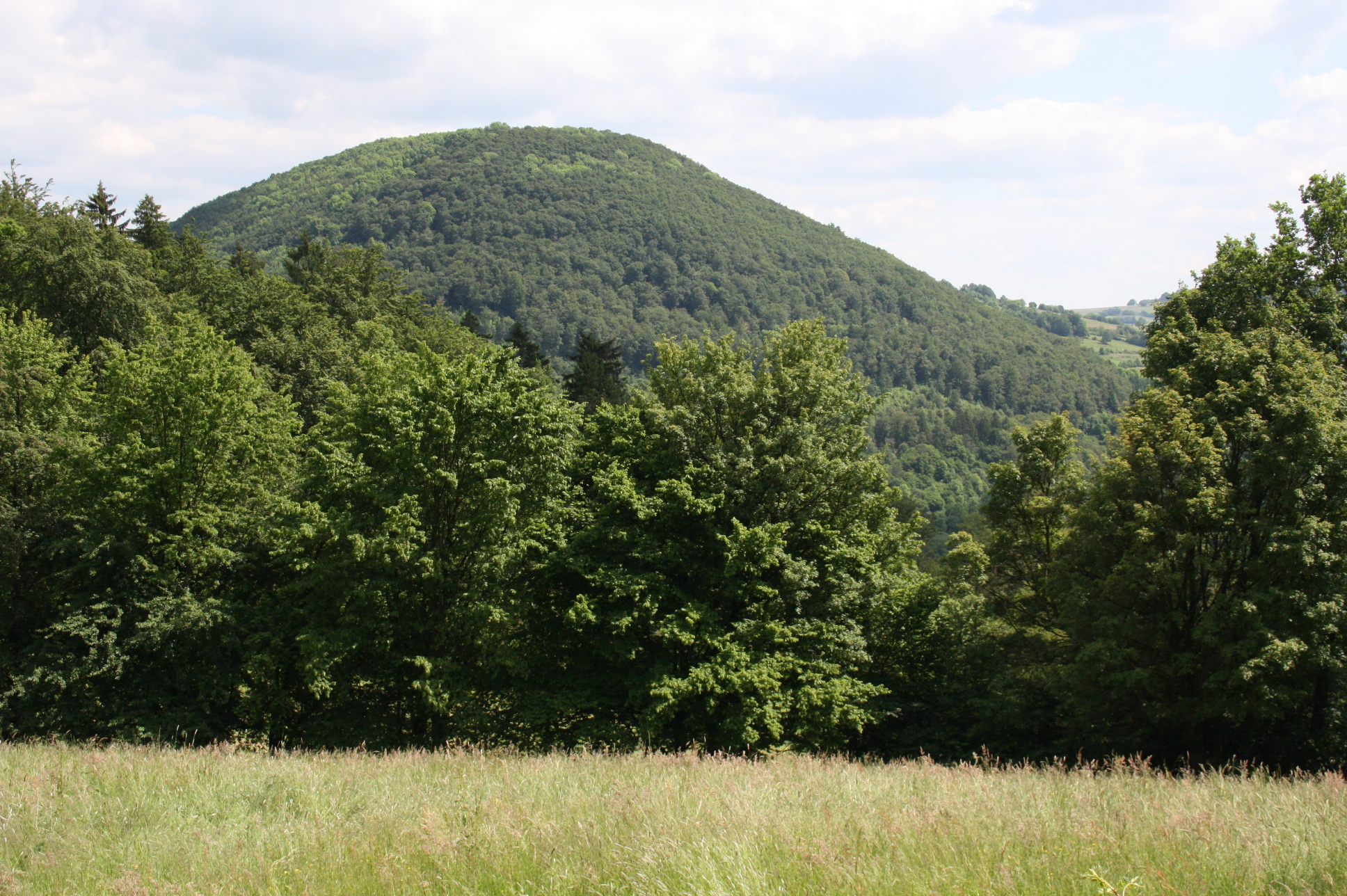
Stoppelsberg bei Weichersbach

Der  Stoppelsberg bei Weichersbach ist ein Naturschutzgebiet auf dem Gebiet der Gemeinde Sinntal im Main-Kinzig-Kreis in Hessen. Das Naturschutzgebiet liegt nördlich von Weichersbach, einem Ortsteil von Sinntal, um den 570,7 Meter hohen Stoppelsberg herum.

## Bedeutung
Das 143,41 ha große Gebiet ist seit dem Jahr 1985 unter der Kennung 1435039 als Naturschutzgebiet ausgewiesen. Es steht unter Naturschutz, um „einen landschaftsprägenden Berg mit seinen besonderen geologischen Verhältnissen als Lebensraum für eine Anzahl seltener und bestandsgefährdeter Tier- und Pflanzengesellschaften des naturnahmen Laubwaldes zu schützen und zu erhalten“.